# Kifrī (cráter)
Kifrī es el nombre de un cráter sobre la superficie de Marte. El cráter es una depresión circular de 15 kilómetros (9,3 mi) de diámetro con crestas pronunciadas, creada por un evento de impacto. El Cráter Kifrī, se encuentra en el cuadrángulo Argyre, en la cresta oeste de un cráter de mayor tamaño al Sur del cráter Sarno y el cráter Tara.

## Epónimo
Como es de costumbre en la nomenclatura, los pequeños cráteres de menos de 60 km llevan el nombre de pequeños pueblos y aldeas. En 1976, el cráter recibió el nombre de una comuna Kifri, conocida como Salahiye durante la era otomana, en su mayor parte árabes sunníes y kurdos, con unos 32.800 habitantes en el Este de la provincia homónima, Irak.